# Sokolivșciîna, Zinkiv
Sokolivșciîna (în ucraineană Соколівщина) este un sat în comuna Vlasivka din raionul Zinkiv, regiunea Poltava, Ucraina.

## Demografie
Componența lingvistică a localității Sokolivșciîna
     Ucraineană (97,55%)
     Rusă (2,45%)
Conform recensământului din 2001, majoritatea populației localității Sokolivșciîna era vorbitoare de ucraineană (97,55%), existând în minoritate și vorbitori de rusă (2,45%).